# Лизогуб Ілля Іванович

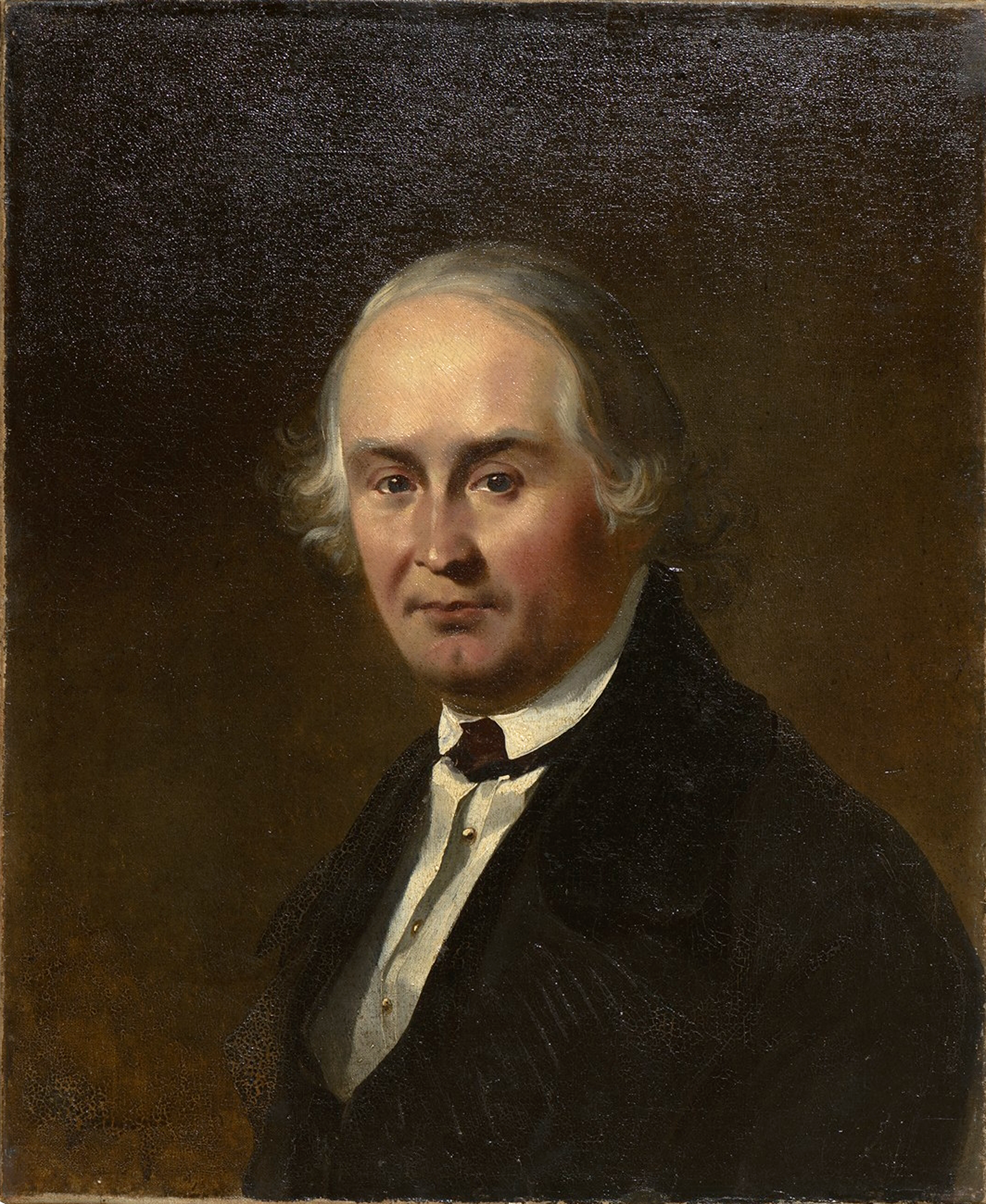
Тарас Шевченко. Портрет Іллі Лизогуба. 1846–1847

Пам’ятник Лизогубам. Седнів

Ілля́ Іва́нович Лизогу́б (12 жовтня 1787 Куликівка — 1867) — український меценат, композитор-віолончеліст та піаніст, який заснував у Седневі впливове мистецьке коло. Друг і покровитель поета Тараса Шевченка. У юності — ад'ютант генерал-губернатора Малоросії Ніколая Рєпніна-Волконського. 
Син Івана Лизогуба. Брат Олександра та Андрія Лизогубів. Зять Івана Гудовича.

## Біографія
Ілля Лизогуб належав до козацько-старшинського роду Лизогубів. За сімейною традицією став військовим, служив в Ізмайлівському полку, брав участь в Австрійському поході московської армії, був ад'ютантом малоросійського генерал-губернатора князя Миколи Рєпніна-Волконського. За мужність та відвагу, проявлені у Бородинській битві, Лизогуба нагородили золотою шпагою.
Ілля Іванович не стояв осторонь суспільно-політичного життя України, належав до таємної масонської ложі «З'єднаних слов'ян», про що свідчив диплом, виданий йому 27 травня 1818 року і знайдений вже після смерті Іллі Івановича. До цієї ложі входили українці, росіяни та поляки, які прагнули встановити дружні стосунки між цими народами, що мали об'єднатися у вільну спілку.
Деякий час Лизогуб перебував за кордоном, а 1821 року в чині полковника вийшов у відставку і повернувся до Седнева, де жив у родовому маєтку з дружиною Єлизаветою Іванівною, дочкою генерал-фельдмаршала Івана Гудовича, фрейліною.
Ілля Іванович був людиною різнобічно обдарованою, захоплювався музикою, добре грав на роялі, чудово співав. Лизогуб написав твір для віолончелі, який у наш час виконали викладачі Чернігівського музичного училища імені Л. М. Ревуцького.
Історик Микола Маркевич так характеризував Іллю Лизогуба: «Чудовий музикант, піаніст, віолончеліст, співак і композитор, гарний живописець, пристрасний гідравлік, він прикрашає Седнів садами, фонтанами і живе тихо, скромно, але як пан».

## Ілля Лизогуб і Тарас Шевченко
Ілля Лизогуб і Тарас Шевченко познайомилися 1846 року в Седневі. Лизогуб матеріально допоміг поетові-засланцеві, купивши деякі його малюнки.
Ілля Лизогуб разом із братом Андрієм, поетом Олексієм Толстим й А. Гудовичем просив Василя Перовського поклопотатися про полегшення долі поета.
Шевченко листувався з Лизогубом (листи не збереглися). У листах до знайомих поет часто просив передати вітання Іллі Івановичу.
1846 року в Седневі Шевченко виконав олією портрет Іллі Лизогуба (65,5 х 53,5). Нині цей портрет зберігається в Києві в Національному музеї Тараса Шевченка.

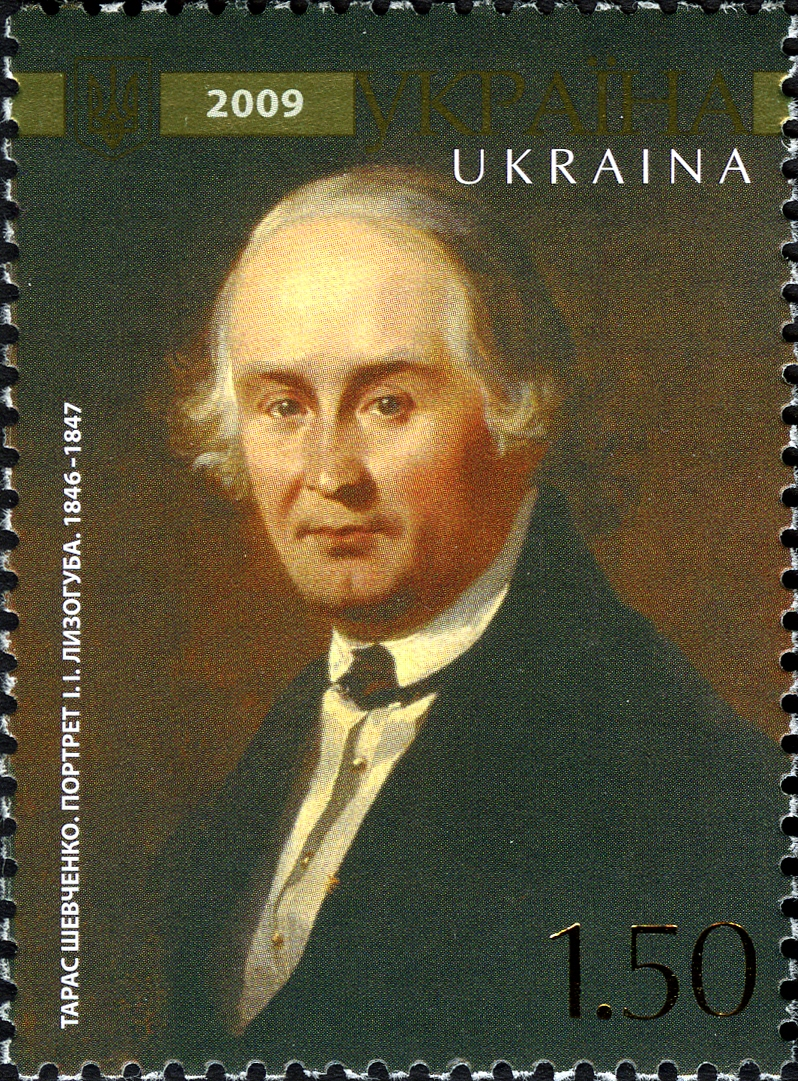
Українська марка з портретом Іллі Лизогуба